# Radmilo Ivančević
Radmilo Ivančević (ur. 4 września 1950 w Gornjim Milanovacu) – serbski piłkarz występujący na pozycji bramkarza.

## Kariera piłkarska
Od 1967 do 1983 roku występował w FK Takovo, Šumadiji Aranđelovac, FK Partizan, Fenerbahçe SK i Cleveland Force.

## Kariera trenerska
Po zakończeniu piłkarskiej kariery pracował jako trener w Šumadija Arandjelovac, Kazma, Sakaryaspor, Radnički Nisz, AEK Larnaka, OFK Beograd, Consadole Sapporo, Pafos, Obilić Belgrad, FK Rad, Makedonija Skopje, Smederevo, Al Kuwait, Alki Larnaka, Atromitos Jeroskipu, Radnički Kragujevac i Pafos.